# 電視廣告

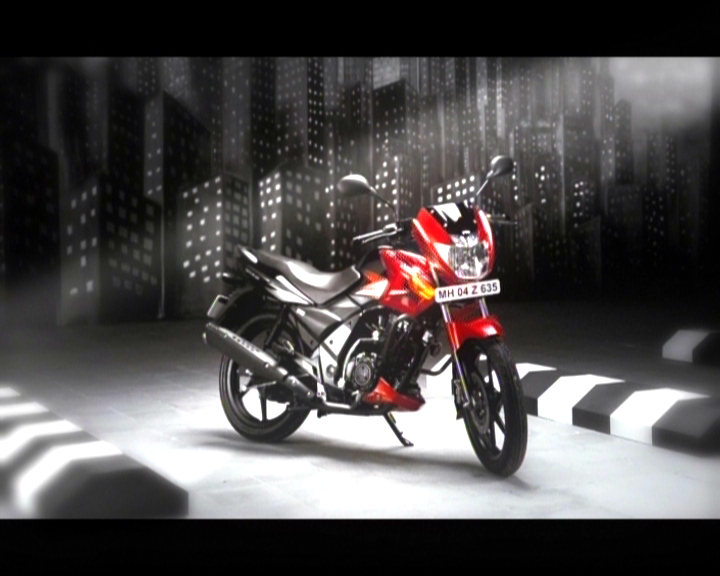
大學傳播系教學用的電視廣告範例；如圖中的機車廣告，必須搭配襯托商品的背景，卻又不能蓋過商品主題，而商品本身若有多顏色款式，宜選擇接近紅色或白色最為適當。

電視廣告，又名TVC廣告，是一種經由電視傳播的廣告形式，通常用來宣傳商品、服務、組織、概念等。大部份的電視廣告是由外面的廣告公司協同廣告製片公司所製作，並且向電視台購買播放時數。
電視廣告發展至今天，其長度從數秒至數分鐘皆有（也有長達10分鐘的廣告雜誌，以及長達整個節目時段的「資訊型廣告」）。各式各樣的產品皆能經由電視廣告進行宣傳，從家用清潔劑、農產品、服務，甚至到政治活動都有。在美國，電視廣告對社會大眾的影響力之大，候選人被認為若不能推出一支好的電視廣告，將難以在選舉中獲得勝利。
電視廣告的英文在美國為，而在英國則為；日本则以和製英語「Commercial Message」的简写「CM」指代电视广告。

## 電視廣告的特性
許多電視廣告都會包含一段易記的歌曲或是旋律，或是不斷重複一句能朗朗上口的廣告詞，希望能在廣告活動結束之後，其印象還能留在觀眾的記憶中。有些這類的歌曲、旋律或廣告詞，還會成為一種當時流行的用語，並出現在其他形式的媒體上，例如喜劇電影或綜藝節目中，或是在雜誌漫畫、文學作品等平面媒體上。這些流傳許久的廣告用語有時候甚至會在流行文化的歷史中佔有一席之地。
在台灣，有許多為人熟知的著名廣告詞，例如『好東西和好朋友分享』就是出自於麥斯威爾咖啡的廣告。還有柯尼卡（Konica）軟片的『他捉得住我』、『他傻瓜、你聰明』，鐵達時的『不在乎天長地久，只在乎曾經擁有』、瘦身公司媚登峰的『Trust me, you can make it！』、中國信託的『We are family.』、全家便利商店的『全家就是你家！』等，都是在廣告播映結束後，仍然經常出現在各種地方，甚至是日常生活的用語中。
為了抓住觀眾的注意力，廣告公司會在廣告中加入各種幽默。事實上，許多心理研究試著要了解幽默的影響力，並能夠找出加強廣告說服力的方式。出位的電視廣告，即使使用低成本及在非黃金時段播放，仍能令人留下深刻印象，而購買電視節目的「特寫故事」，電視製作人會為客戶設計軟性包裝角度及故事，由電視明星主持介紹產品，令產品更「入屋」。

動畫電視廣告的一幕

動畫也經常使用在廣告中，從手繪的傳統動畫到現代的電腦動畫。運用動畫角色可以做到人類演員無法完成的演出，或是更細緻的產品展現。因此這類的動畫廣告（或是一系列的動畫廣告），通常能播出很長的一段時間，許多情況下甚至長達數十年。在美國，家樂氏的穀片廣告系列，其中的動畫角色「Snap」、「Crackle」和 「Pop」，已經演出廣告多年，有時候還會與真人演員結合演出。

### 缺點
一旦安排廣告的時候，若該時間點與種類、內容、播出模式和長度任何一方出差錯，就很可能會造成特定觀眾的精神傷害，並且很難即使進行補救，通常演變到最後將變成一發不可收拾的情況（甚至最嚴重的將是可能會完全影響特定兒童日後的身心發展、觀念與該意識型態）。目前台灣還未發展出與〈兒童節目時段〉相關的廣告規範，故不論在什麼時候或任何頻道都會播出不適合某些指定時段播出的止痛藥、感冒藥或者另外不合法的廣告。

## 第一支電視廣告
史上第一支電視廣告是在1941年7月1日晚間2點29分播出的，由寶路華鐘錶公司（Bulova Watch Company）以9美元（約港幣70元）的價格，向紐約市的全国广播公司（NBC）旗下的「WNBC」電視台購買棒球賽播出前的10秒鐘時段。當時的電視廣告內容十分簡單，僅是一支寶路華的手錶顯示在一幅美國地圖前面，並搭配了公司的口號旁白：『美國以寶路華的時間運行！』

## 世界各地的電視廣告

### 中國大陸
1979年1月28日（農曆正月初一），上海電視台播出中國歷史上首個電視廣告－參桂養榮酒，但原始片段现已遗失，仅存根据创作者记忆绘制的四幅分鏡，相关情节2021年被电影《我和我的父辈》第三部分《鸭先知》复刻。同年3月15日，上海電視台更播出中國歷史上第一條外商電視廣告——瑞士雷達錶。之后中国大陆各家电视台纷纷开始播出广告。
自2011年起，國家廣播電視總局修订了《广播电视广告播出管理办法》，修订后的办法规定“播出电视剧时，不得在每集（以四十五分钟计）中间以任何形式插播广告。播出电影时，插播广告参照前款规定执行”，故中国大陆电视台播出的电视剧均不得在剧中插播广告，但其它节目不受限制。
但在新规实施后，有少数电视台不时会违反该规定在电视剧中插播广告。

### 台灣
隨著電視的開播，台灣開始出現電視廣告。第一支電視廣告是於1962年10月10日於台視開播日播出、由好潔工業（今好來化工）所提供的黑人牙膏60秒廣告。此影片畫面是十几只支牙膏一邊唱歌一邊跳來跳去，唱完後的畫面是一排「黑人牙膏」的字樣。當天台視先是以10秒的平面稿說明提供廠商，隨後播映60秒廣告，以後是以10秒為單位的反射卡，內容為「黑人牙膏30週年紀念大贈獎」、「頭獎2斤金元寶」、「2獎大同電冰箱」、「3奬伍順腳踏車」、「黑人牙膏支支有獎」。這支台灣歷史上第一支電視廣告曾經於1982年10月10日台視開播20周年特別節目《雙十雙十》播出片段。 
而早期主要是以三家公司的電視廣告為主，分別是黑人牙膏、黑松汽水和生生白皮鞋，當時被稱為電視廣告的「二黑一白」。

#### 現金卡廣告爭議

加上警語和利率訊息的「大眾Much現金卡」電視廣告畫面

2002年至2004年間，電視上開始出現大量的現金卡廣告，內容均強調「借錢的好處」、「輕鬆就能借到錢」，並以歡樂活力的氣氛為主，而讓消費者忽略背後高額的循環利息和手續費等。這類廣告被認為是造成台灣雙卡風暴的主要原因之一。其中，2002年12月，大眾商業銀行推出現金卡「大眾Much現金卡」，由藝人曹啟泰演出的電視廣告因強調「借錢是高尚的行為」而遭部份消費者抗議，而在2003年1月24日被行政院新聞局廣播電視事業處電視廣告諮詢會議建議歸類為輔導級廣告、限制在23點至隔日6點間播出；但行政院新聞局局長葉國興表示，借錢行為在社會倫理中並無定義好壞，這項延播建議的執行仍有待商榷。2005年5月1日，行政院金融監督管理委員會制定了現金卡和信用卡的電視廣告規範，必須以「慎用現金卡」為主題，並須全程加註一定大小的提醒文字，以及揭露4秒以上的相關利率、規範等資訊。

#### 蓋台廣告
台灣的有線電視系統業者（又稱第四台業者）常會中斷原本電視台正在播映的廣告或節目，強制插播由業者自行招攬的電視廣告，稱之為「蓋台廣告」或「插播廣告」。這類廣告早期通常是以製作粗糙的地區性內容為主，且夾雜著情色或被限制禁播內容，多為未經新聞局審核或未有經營執照之廣告內容，例如傢具大賣場、信用借貸、當鋪、中醫診所、寬頻網路、數位電視、國際電話、搬家公司、房仲業者、建設公司等，通常都僅有以圖卡搭配旁白的內容；但近年來也有大型企業（例如：中國信託、新東陽、家樂福、東森購物等）和候選人的廣告出現。蓋台廣告通常是在電視台原本的廣告時段、其它內部節目預告廣告、節目的片頭或片尾時出現，經常還會覆蓋到到節目本身的播出時間，除了影響原本花錢購買廣告時段的業者之外，也對觀眾造成很大的干擾。蓋台廣告也違反了《有線廣播電視法》第五章第四條第一點的規範，其中規定「系統經營者應同時轉播頻道供應者之廣告，除經事前書面協議外不得變更其形式與內容」，也有電視台在網頁中提供了檢舉的辦法。雖然經常有觀眾和電視台針對此提出抗議，但目前系統業者仍然持續播出各種蓋台廣告。目前已經發現於CNN、霹靂台灣台、Discovery、旅遊生活頻道、動物星球頻道、卡通頻道、MOMO親子台、中天娛樂台、緯來戲劇台、JET綜合台、LS TIME電影台、AXN、好萊塢電影台、緯來育樂台、DAZN 1、DAZN 2、國興衛視、Z頻道、MTV、Animax、八大娛樂台、寰宇新聞台等播出此類干擾性廣告內容。（但一部分頻道在2012年後逐漸消失，看不到該現象）

#### 時間調整與時效性問題
從過去幾十年間，台灣的廣告時間從二到三分鐘逐漸增長至現在的四到五分鐘，因此間接地壓縮到部分節目的時間（大多數被影響的節目為卡通動畫，其片尾曲都被刪除，但少數特殊的案例是在2010年2月7日在星期日播出的《航海王》，該日兩段廣告時間全長共12分鐘，據傳是把兒童不宜的片段給刪除的緣故）。然後同時出現一些全長8到10分鐘的特定商品推銷廣告（據傳曾在2003到2004年間於超級電視台下午五點半有出現過全長約30分鐘的減肥藥廣告，不過目前尚未證實），以及有部分的頻道在正式節目播出前再進一次廣告的情況。

#### 性質特殊和不明
在2001年以後，在台灣的無線電視台或者部分頻道出現許多性質特殊或者不明的廣告。前者是在特定的電視節目播完、準備要播出下一部節目的空檔播出，而且大多數都沒有記錄在公定的電視節目表上。目前播出最多的即為今日新聞快報、其次為某特定歌手的最新單曲宣傳、然後是新上映的賣座電影的預告(過去中視曾經播出過美國職業籃球賽事快報，唯該廣告在2010年以後沒有再播出，然後其他類似的還有百分百發燒星、巨星網，目前仍在播出)；後者是一般觀眾無法分辨、而且同時在某些節目中做為小單元或者正常節目的廣告。目前最多的是獨家授權新動畫的主題歌MV（多數是另外製作的中文翻唱歌）、其次是與英文學習有關的小單元、還有直接在廣告時間播出全部內容的節目(例如大耳查布)等等。

### 日本
日本最初電視廣告為日本電視台開播日－1953年8月28日放映，由精工舎（服部時計店、今精工）所提供的午間報時。依據當時放映人員的說法，因為放映機具操作尚不習慣，而將電視膠片前後顛倒播放，因此以無聲的狀態播映30秒（當時電視膠片，影像的左側為音軌，因此顛倒播放是沒有聲音的）。但是，報時聲音和電視膠片是沒有關係的，因此可正常播送。另外同日晚間7時的報時是正常播映，此為現存日本最早的電視廣告。隔日中午，電視廣告第一號也順利播映。

#### 內容
下午7點的報時
右上為「JOAX-TV」的文字，中間為精工舍的社章以及英文字的LOGO搭配著女播音員的聲音報著:（這裏是日本電視台）。
動畫播放著一隻雞轉著時鐘（Comet Flower款式）的發條，同時旁白說道（時鐘的發條在會停下來的時候請旋轉發條）
最後播放報時音，同時播報：（精工舍的時鐘7點報時）並播映指著7點的精工舍時鐘（位於銀座和光的時鐘台）
中午12點的報時
和下午7點一樣，中間為精工舍的社章以及英文字的LOGO搭配著女播音員的聲音報著:（這裏是日本電視台）。社章、LOGO和「時計はセイコー」字樣交互變換。
接著出現放在收音機上的時鐘，同時旁白說著 （時鐘請不要放置在收音機或電視機之上），再來顯示電視機內部零件，隨著實驗映象同時旁白說著 （收音機或電視機含有磁力，時鐘的時刻會因磁力而不正確）。
最後播放報時音，同時播報：（精工舍的時鐘正午報時）並播映指著12點的精工舍鬧鐘，圖卡顯示